# Daniel Gómez (szermierz)
Daniel Gómez Tanamachi (ur. 6 maja 1990 w Meksyku) – meksykański szermierz florecista.
Wystartował na igrzyskach olimpijskich w Londynie w 2012 roku, gdzie odpadł w pierwszej rundzie turnieju indywidualnego. Na rozgrywanych cztery lata później igrzyskach olimpijskich w Rio de Janeiro zajął indywidualnie 27. miejsce.
W 2015 roku zdobył brązowe medale indywidualnie i drużynowo na igrzyskach panamerykańskich w Toronto w 2015 roku.